# Вігна
Вігна (англ. Vigna)   — рід квіткових рослин родини бобових Fabaceae, поширений у пантропічній зоні. Він включає деякі добре відомі культивовані види, включаючи багато видів квасолі. Деякі з них є колишніми представниками роду Phaseolus. Відповідно до Hortus Third, Vigna відрізняється від Phaseolus біохімією та структурою пилку, а також деталями гінецею та прилистків.
Vigna також часто плутають з родом Dolichos, але вони відрізняються структурою стигми.
Вігна є травою або зрідка напівчагарником. Листки перисті, розділені на 3 листочки. Суцвіття являє собою китицю жовтих, синіх або фіолетових квіток як у гороха. Плід — стручок бобової культури різної форми, що містить насіння.
Відомі харчові види включають квасолю адзукі ( V. angularis ), чорну квасолю ( V. mungo ), вігну китайську ( V. unguiculata, включаючи сорт, відомий як чорноокий горох), і квасолю маш ( V. radiata ). Кожен вид можна вживати як цілі боби, бобову пасту або бобові паростки.
Рід названий на честь Доменіко Вігна (англ. Domenico Vigna), італійського ботаніка XVII століття та директора Orto botanico di Pisa.

## Інше використання
Кореневі бульби виду Vigna традиційно використовувалися як їжа для аборигенів Північної території Австралії .

## Вибрані види

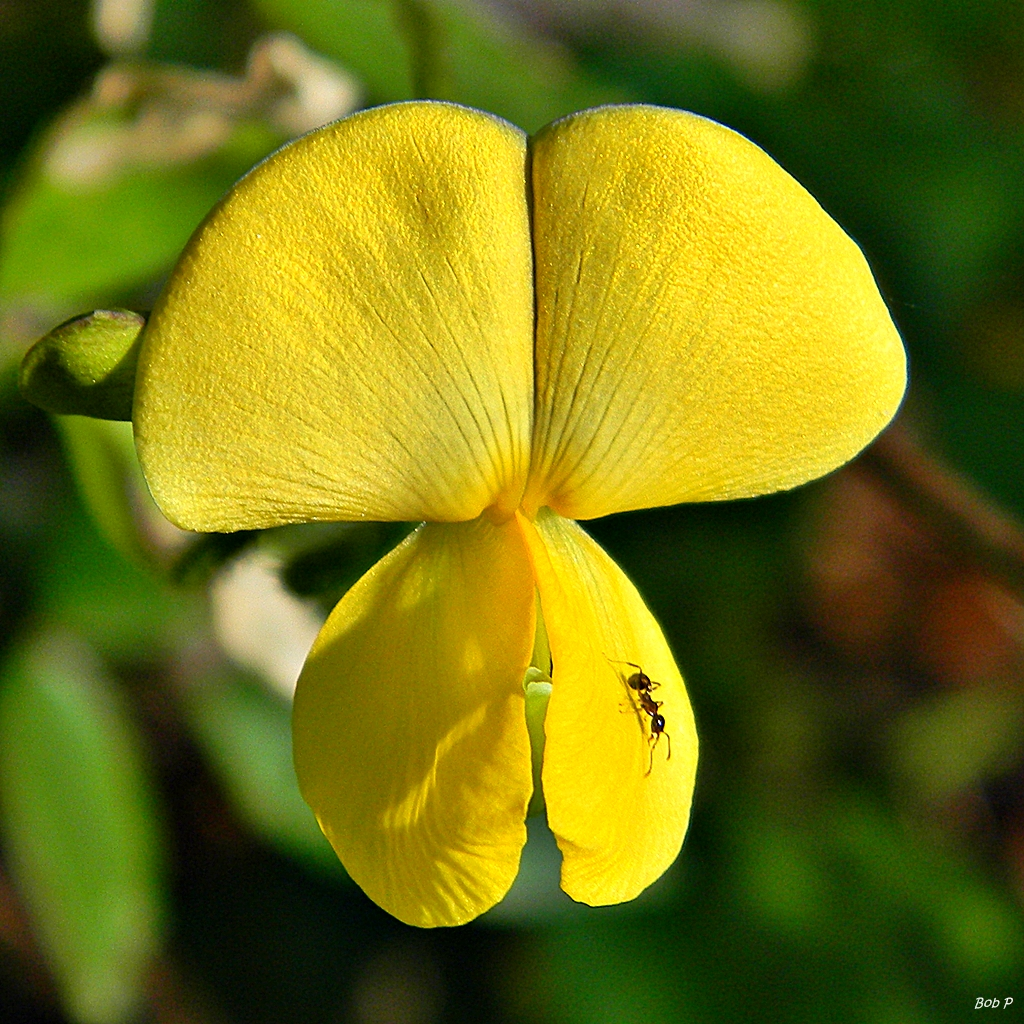
Vigna luteola

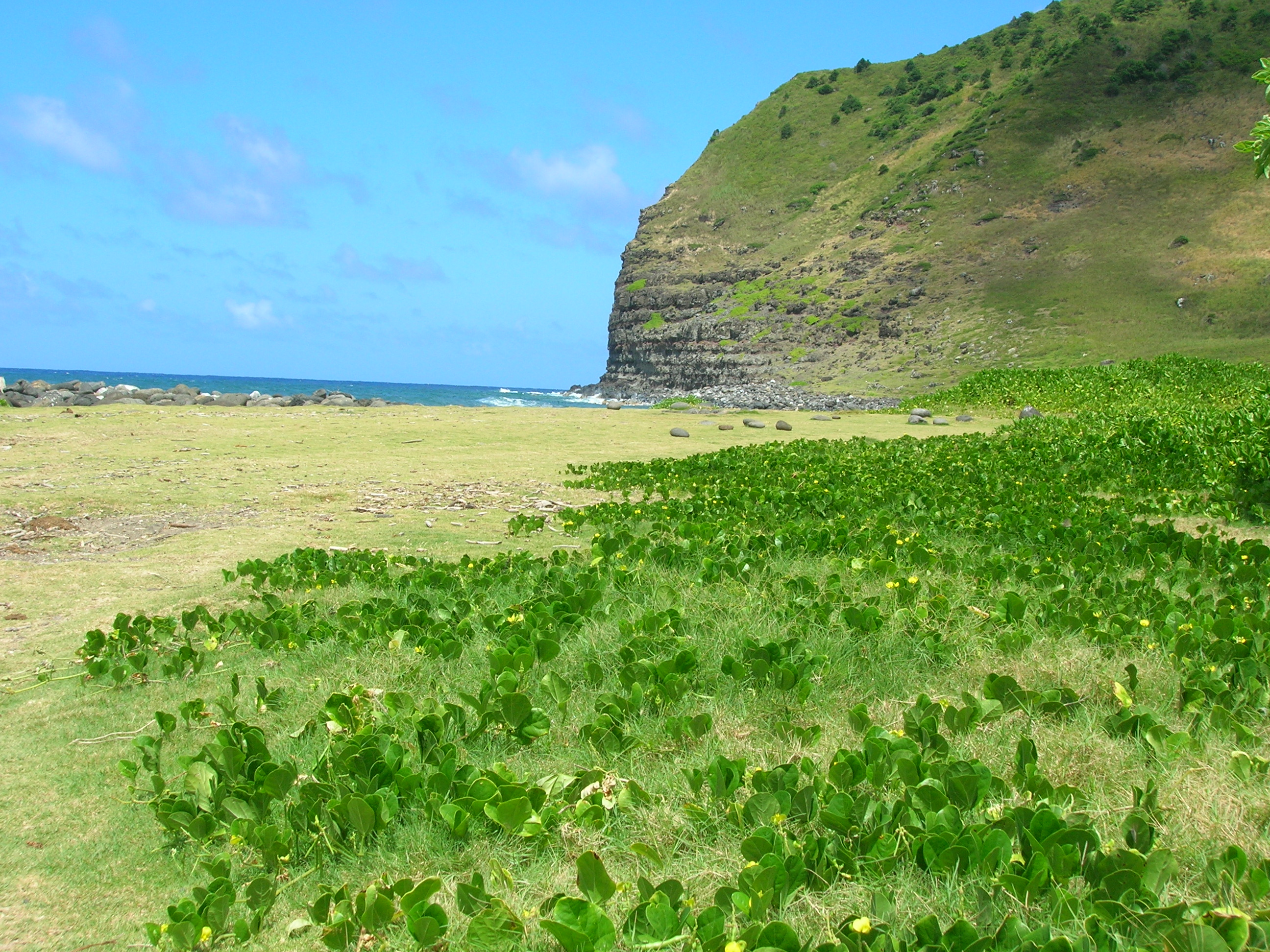
Vigna marina

Рід Vigna містить принаймні 90 видів  , у тому числі:

### ПідрідCeratotropis
- Vigna aconitifolia (Jacq.) Maréchal—moth bean, mat bean, Turkish gram
- Vigna angularis (Willd.) Ohwi & H. Ohashi—квасоля адзукі, квасоля кутаста, квасоля дрібна червона, квасоля промениста.
  - Vigna angularis var. angularis (Willd.) Ohwi & H. Ohashi
  - Vigna angularis var. nipponensis (Ohwi) Ohwi & H. Ohashi
- Vigna glabrescens Maréchal et al.
- Vigna grandiflora (Prain) Tateishi & Maxted
- Vigna hirtella Ridley
- Vigna minima (Roxb.) Ohwi & H. Ohashi
- Vigna mungo (L.) Hepper—урад, урад-дхал, чорний горошок, чорна сочевиця
  - Vigna mungo var. silvestris Lukoki, Maréchal & Otoul
- Vigna nakashimae (Ohwi) Ohwi & H. Ohashi
- Vigna nepalensis Tateishi & Maxted
- Vigna radiata (L.) Wilczek—mung bean, green gram, golden gram, mash bean, green soy, celera-bean, Jerusalem-pea
  - Vigna radiata var. radiata (L.) Wilczek
  - Vigna radiata var. sublobata (Roxb.) Verdc.
- Vigna reflexopilosa Hayata—Creole-bean
  - Vigna reflexopilosa var. reflexopilosa Hayata
  - Vigna reflexopilosa var. glabra Tomooka & Maxted
- Vigna riukiuensis (Ohwi) Ohwi & H. Ohashi
- Vigna stipulacea Kuntze
- Vigna subramaniana (Babu ex Raizada) M. Sharma
- Vigna tenuicaulis N. Tomooka & Maxted
- Vigna trilobata (L.) Verdc.—jungle mat bean, jungli-bean, African gram, three-lobe-leaved cowpea
- Vigna trinervia (Heyne ex Wall.) Tateishi & Maxted
- Vigna umbellata (Thunb.) Ohwi & H. Ohashi—ricebean, red bean, climbing mountain-bean, mambi bean, Oriental-bean

### ПідрідHaydonia
- Vigna monophylla Taub.
- Vigna nigritia Hook. f.
- Vigna schimperi Baker
- Vigna triphylla (R. Wilczek) Verdc.

### ПідрідLasiospron
- Vigna diffusa (Scott-Elliot) A. Delgado & Verdc.
- Vigna juruana (Harms) Verdc.
- Vigna lasiocarpa (Mart. ex Benth.) Verdc.
- Vigna longifolia (Benth.) Verdc.
- Vigna schottii (Bentham) A. Delgado & Verdc.
- Vigna trichocarpa (C. Wright ex Sauvalle) A. Delgado
- Vigna vexillata (L.) A. Rich.—zombi pea, wild cowpea
  - Vigna vexillata var. angustifolia
  - Vigna vexillata var. youngiana

### ПідрідVigna
- Vigna ambacensis Welw. ex Bak.
- Vigna angivensis Baker
- Vigna filicaulis Hepper
- Vigna friesiorum Harms
- Vigna gazensis Baker f.
- Vigna hosei (Craib) Backer—Sarowak/sarawak bean
- Vigna luteola (Jacq.) Benth.—Dalrymple vigna
- Vigna membranacea A. Rich.
  - Vigna membranacea subsp. caesia (Chiov.) Verdc.
  - Vigna membranacea subsp. membranacea A. Rich.
- Vigna monantha Thulin
- Vigna racemosa (G. Don) Hutch. & Dalziel
- Vigna subterranea (L.) Verdc.—Земляний горіх бамбара, горіх бамбара, біб бамбара, губер Конго, земляний горох, земляний біб, або арахіс свинячий, njugumawe (Swahili) (sometimes separated in Voandzeia)
- Vigna unguiculata (L.) Walp.—вігна китайська, маш китайський, також коров'ячий горох, довгі боби
  - Vigna unguiculata subsp. cylindrica—catjang
  - Vigna unguiculata subsp. dekindtiana—wild cowpea, African cowpea, Ethiopian cowpea
  - Vigna unguiculata subsp. sesquipedalis—yardlong bean, long-podded cowpea, asparagus bean, Chinese long bean, pea-bean
  - Vigna unguiculata subsp. unguiculata—black-eyed pea, black-eyed bean

### Incertae sedis
- Vigna comosa
- Vigna dalzelliana
- Vigna debilis Fourc.
- Vigna decipiens
- Vigna dinteri Harms
- Vigna dolichoides Baker in Hooker f.
- Vigna frutescens
- Vigna gracilis
- Vigna kirkii
- Vigna lanceolata—pencil yam, Maloga-bean, parsnip-bean, merne arlatyeye (Arrernte)
- Vigna lobata (Willd.) Endl.
- Vigna lobatifolia
- Vigna marina (Burm.f.) Merr.—dune-bean, notched cowpea, sea-bean, mohihihi, nanea (Hawaiian)
- Vigna multiflora
- Vigna nervosa
- Vigna oblongifolia
- Vigna owahuensis Vogel—Oahu cowpea
- Vigna parkeri—creeping vigna
- Vigna pilosa

## Див.також
- Стручкова квасоля
- Квасоля
- Доліхос